# Russell Lyons
Russell David Lyons (setembro de 1957) é um matemático estadunidense, especialista em teoria das probabilidades, combinatória, mecânica estatística, teoria ergódica e análise harmônica.
Lyons obteve o bacharelado em matemática em 1979 na Case Western Reserve University. Obteve um Ph.D. em 1983 na Universidade de Michigan com a tese A Characterization of Measures Whose Fourier-Stieltjes Transforms Vanish at Infinity, orientado por Hugh Montgomery e Allen Shields. No pós-doutorado esteve no ano acadêmico 1984–1985 na Universidade Paris-Sul. Foi professor assistente na Universidade Stanford de 1985 a 1990 e professor associado na Universidade de Indiana de 1990 a 1994. No Instituto de Tecnologia da Geórgia foi full professor de 2000 a 2003. Na Universidade de Indiana foi professor de matemática de 1994 a 2014 sendo desde 2014 James H. Rudy Professor of Mathematics.
Em 2012 foi eleito fellow da American Mathematical Society. Foi palestrante convidado do Congresso Internacional de Matemáticos em Seul (2014: Determinantal Probability: Basic Properties and Conjectures). Em 2017 ocorreu uma conferência em Tel Aviv em comemoração de seus 60 anos.

## Publicações selecionadas
- Lyons, Russell (1990). «Random Walks and Percolation on Trees». The Annals of Probability. 18 (3): 931–958. JSTOR 2244410. doi:10.1214/aop/1176990730
- Lyons, Russell; Pemantle, Robin; Peres, Yuval (1995). «Conceptual Proofs of L Log L Criteria for Mean Behavior of Branching Processes». The Annals of Probability. 23 (3): 1125–1138. JSTOR 2244865. doi:10.1214/aop/1176988176
- Lyons, Russell (1997). «A Simple Path to Biggins' Martingale Convergence for Branching Random Walk». Classical and Modern Branching Processes. Col: The IMA Volumes in Mathematics and its Applications. 84. [S.l.: s.n.] pp. 217–221. ISBN 978-1-4612-7315-8. doi:10.1007/978-1-4612-1862-3_17
- Schramm, Oded; Peres, Yuval; Lyons, Russell; Benjamini, Itai (2001). «Uniform spanning forests». The Annals of Probability. 29: 1–65. doi:10.1214/aop/1008956321
- Aldous, David; Lyons, Russell (2007). «Processes on unimodular random networks» (PDF). Electronic Journal of Probability. 12: 1454–1508
- Lyons, Russell; Peres, Yuval (20 de janeiro de 2017). Probability on Trees and Networks. [S.l.]: Cambridge University Press. ISBN 9781316785331[6]